# Pittaya Saechua
Pittaya Saechua (พิทยา แซ่ฉั่ว; nascido em 14 de janeiro de 1998), conhecido pelo apelido de Daou (ต้าห์อู๋) é um ator e cantor tailandês. Ele é mais conhecido por seus papéis em Love in Translation (2023) e Century of Love (2024).

## Início da vida e educação
Daou nasceu em Banguecoque, Tailândia em 14 de janeiro de 1998. Ele tem ascendência chinesa. Daou passou a maior parte da infância com a avó, enquanto seus pais estavam ocupados com o trabalho. Após concluir o ensino médio, ele cursou Bacharelado em Economia Agrícola e de Recursos na Universidade Kasetsart.

## Carreira
Em 2021, Daou foi revelado como participante do programa de sobrevivência LAZ iCON, do canal One31. Durante a final do programa, ele ficou em 1º lugar geral com 3.969.473 votos, garantindo seu lugar no grupo LAZ1. Em abril de 2022, ele estreou no LAZ1 com o lançamento do primeiro single "Taste Me". Em setembro de 2023, ele estreou solo com o single "Would you mind?" (เป็นไรมั้ย).
Em 2022, ele fez sua estreia como ator na televisão como ele mesmo na série Rak Diao. Em 2023, Daou conseguiu seu primeiro papel principal na série Love in Translation ao lado de Kantapon Jindataweephol (Offroad). Em 2024, ele estreou como San na série Century of Love.

## Vida pessoal
Em outubro de 2022, Daou anunciou que havia sido convocado para o serviço militar a partir de novembro daquele ano.

## Filmografia

### Cinema
| Ano  | Título      | Personagem | Notas           |
| ---- | ----------- | ---------- | --------------- |
| 2024 | 404 Run Run | Nammon     | Papel principal |

### Televisão
| Ano  | Título              | Personagem        | Notas           | Canal       |
| ---- | ------------------- | ----------------- | --------------- | ----------- |
| 2022 | Rak Diao            | Ele mesmo (Ep. 8) | Papel convidado | One31       |
| 2023 | Love in Translation | Yang Yan Feng     | Papel principal | One31, oneD |
| 2024 | Century of Love     | San               | Papel principal | One31, oneD |
| 2025 | The Wicked Game     | Than              | Papel principal | One31       |